# Калгарський зоопарк
Калгарський зоологічний парк (англ. Calgary Zoo) — розташовується у Бриджленді, на північний схід від центру міста Калгарі, провінція Альберта, Канада. Більша частина зоопарку розташована на острові Сент-Джордж на річці Боу. До зоопарку можна дістатися з допомогою Сі-Трейн (англ. C-Train) (легкорейковий транспорт), або автівкою по Меморіал Драйв (англ. Memorial Drive (Calgary)).
Калгарський Зоопарк другий найбільший зоопарк в Канаді, в 2005 році парк налічував понад 1 000 тварин 272 різних видів (не враховуючи комах і риб).
Калгарському зоопарку в числі перших надали акредитацію всі три асоціації: «Асоціація зоопарків і акваріумів» (AZA), «Світова Асоціація зоопарків і акваріумів» (WAZA) і «Канадська Асоціація зоопарків і акваріумів» (KAZA).
Теми постійних експозицій:
- Африканська експозиція
- Канадська Природа
- Євразія
- Пінгвіни
- Ботанічні сади Дороті Гарві з оранжереєю
- Доісторичний Парк

 Парк відкрито щодня, крім Різдва.

## Історія
Острів Сент-Джордж був першим парком Калгарі, який використовувався громадою для пікніків, відпочинку та спілкування. У 1917 році на острові з'явилася перша колекція тварин. 9 січня 1929 року було створено Зоологічне товариство Калгарі.
У 2013 році зоопарк Калгарі оголосив мастер-план оновлення зоопарку протягом 20 років.

## Африканська експозиція

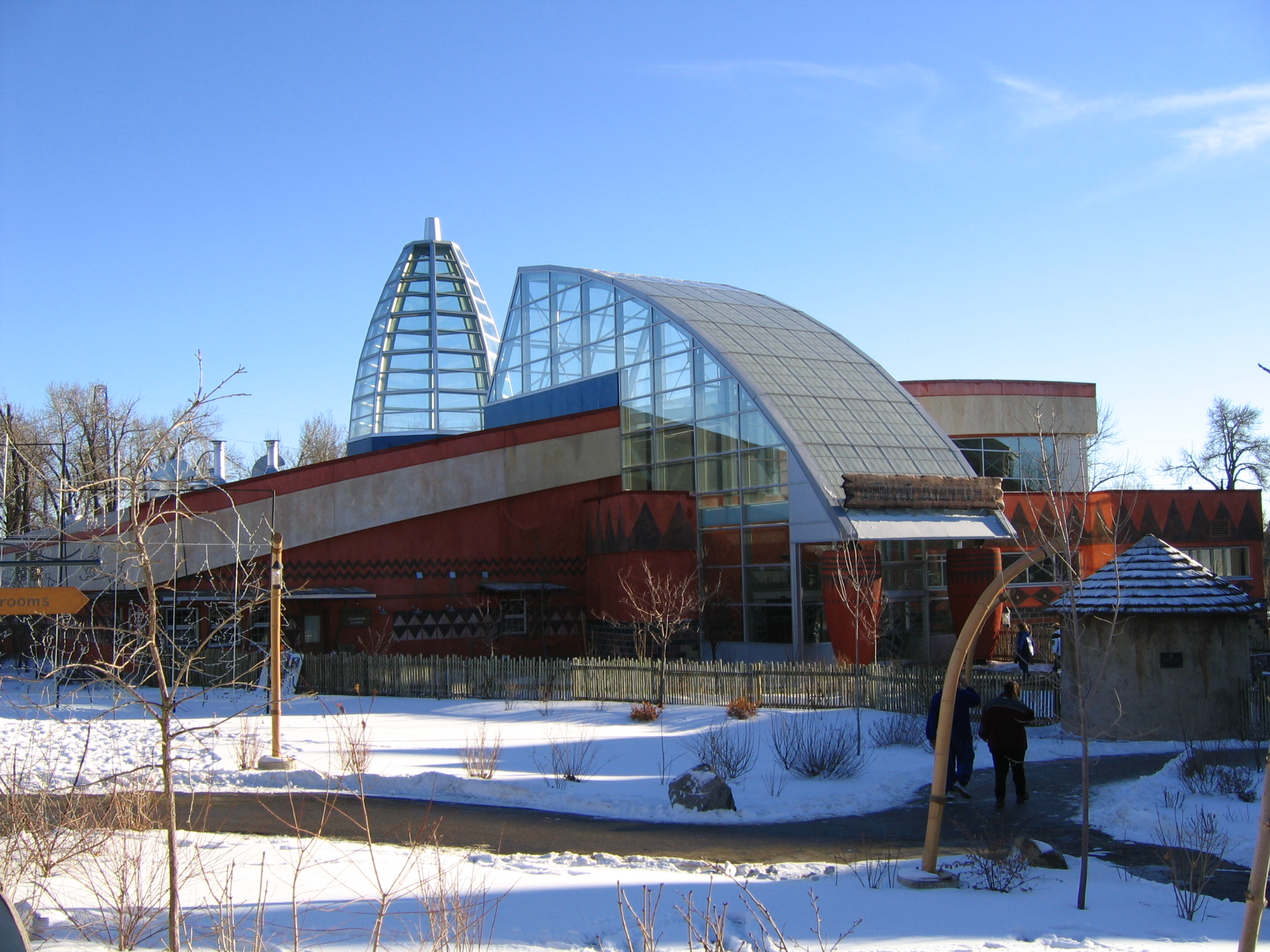
Будинок Африканська савана

Експозиція відкрита в 2003 році. Комплекс із чотирьох будівель представляє тропічний ліс і африканську савану. Тропічний ліс займає площу 2 900 м² і демонструє колекцію флори і фауни африканських тропічних лісів. У будівлі Африканська савана мешкають бегемоти, жирафи, китицевухі свині, росте баобаб. Внутрішній басейн місткістю 340 000 літрів для бегемотів демонструє й інших підводних тварин. В будівлі з рештою експозиції Савани мешкають гірські зебри, журавлі-вінценоси і страуси. Тут представлені також африкаські леви та інші мешканці покритих травою просторів.
В експозиції Тропічних лісів представлені примати, такі, як горили, герези, мандрили, ряд плазунів, у тому числі леопардові черепахи, леопардовий хамелеон і пара тупорилих крокодилів. Побудований також вольєр, що містить різні види африканських птахів.

### Країна лемурів
У 2017 році була відкрита для відвідувачів Країна лемурів, у якій мешкають 3 види лемурів: лемури варі, кільцехвості лемури, а також англ. Red-fronted lemur.

## Канадська Природа

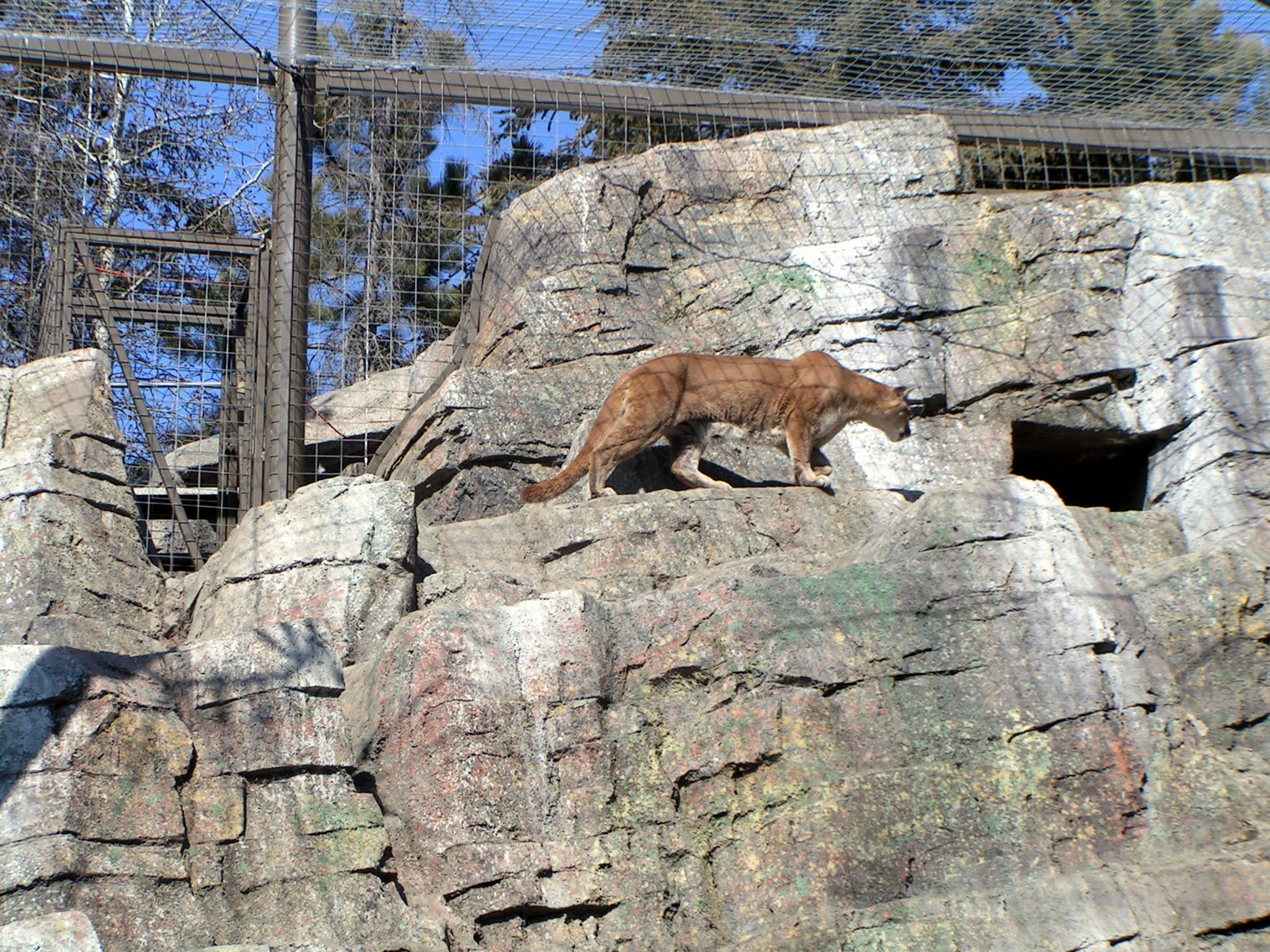
Експозиція Скелясті гори

Експозиція Канадська Природа побудована у 1990-x роках, щоби розмістити більшу частину колекції північноамериканських птахів та ссавців. Територія включає три зони з відкритими вольєрами: Осикові ліси (англ. Aspen Woodlands), Північний ліс (англ. Northern Forest), Скелясті гори (англ. Rocky Mountains). У вольєрах утримуються вівці Далля, американські корсаки, канадські видри, північні олені, барани-товстороги, снігові кози, ведмеді грізлі, вівцебики, журавлі канадські, ведмеді барибали, пуми, лісові бізони і вовки.

### Вольєр птахів Скелястих гір
В цьому вольєрі мешкають сови неоарктичні, журавлі американські, беркути, бородаті сови, орлани білоголові, сови білі, зимняки.

## Євразія
Експозиція Євразія розташована у західній частині острова Сент-Джордж і присвячена євразійським тваринам. У числі тварин цієї експозиції амурські тигри, снігові барси, альпійські козли, снігові мавпи, червоні панди, козороги японські, верблюди двогорбі, комодські варани, великі панди.

## Пінгвіни
У 2012 році біля північного входу в зоопарк був побудований комплекс басейнів зі скляними стінками, скрізь які можна бачити пінгвінів, що пірнають і занурюються у воду. В експозиції представлені королівські пінгвіни, пінгвіни Гумбольдта, пінгвіни-шкіпери, а також північні й південні рокхоппери.
Комплекс складається з будівлі з контрольованим кліматом і відкритого майданчика просто неба, в яких птахи перебувають залежно від пори року й погоди.

## Ботанічні сади Дороті Гарві з оранжереєю
Одним із привабливих місць зоопарку є сади Дороті Гарві (англ. Dorothy Harvie Gardens). Невитривалі рослини добре захищені, частина рослин утримується в оранжереї. Вона поділена на ряд «тематичних» областей, таких як тропічний сад, тропічний ліс, посушливий сад і сад метеликів. Також в оранжереї мешкають деякі тварини, включаючи птахів та безхребетних.

## Доісторичний парк

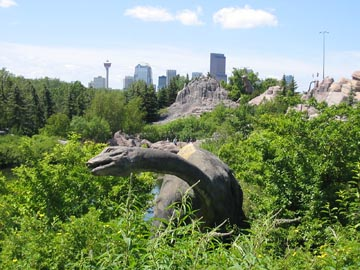
Доісторичний парк

Доісторичний Парк Калгарського Зоопарка представляє динозаврів у реальному розмірі, у відтвореному природному довкіллі, з копіями водойм і вулканічних скель. Експозиція побудована і відкрита у 2010 році. Представлені зразки: Альбертозавр, Алозавр, Анкілозавр, Апатозавр, Баріонікс, Центрозавр, Коритозавр, Дейноних, Дилофозавр, Едмонтозавр, Еласмозавр, Евоплоцефал, Ігуанодон, Метріакантозавр, Нотозавр, Омезавр, Пахирінозавр, Паразауролоф, протоцератопс, Птеранодон, птерозавр, Стегозавр, Струтіомімус, Стиракозавр, Таністрофей, Трицератопс, Тилозавр, Тиранозавр і Янхуанозавр.